# 布拉戈維申斯克 (巴什科爾托斯坦共和國)

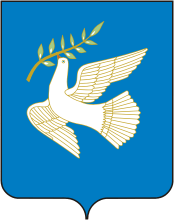
标志

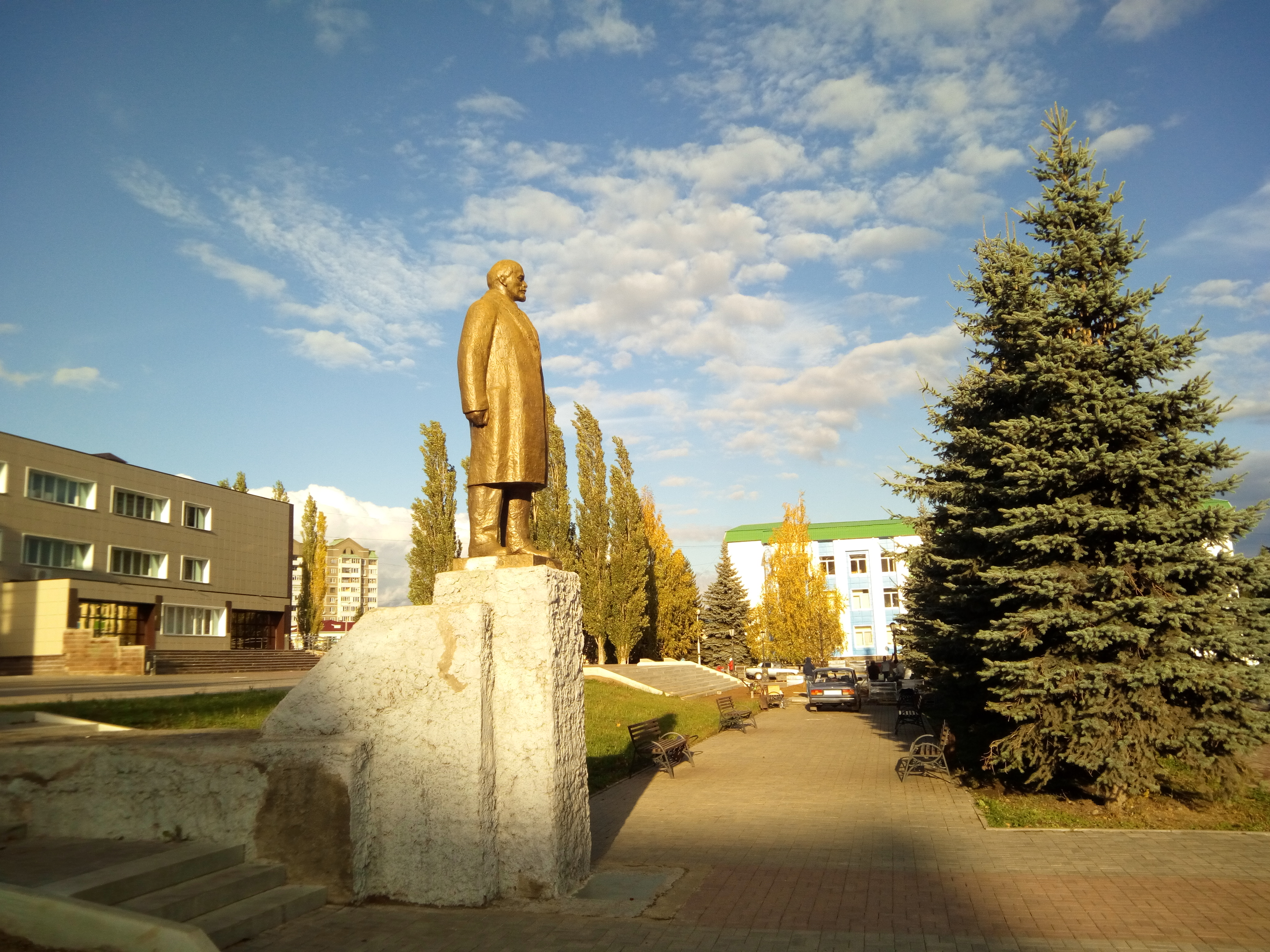
布拉戈維申斯克的行政中心广场

布拉戈維申斯克（俄语：Благовещенск）是俄羅斯巴什科爾托斯坦共和國的一座城市，位於乌拉以北26公里，別拉亞河畔。2010年人口34,239人。
它成立于1756年，是为了铜熔炼工程而设立的居民点，后于1941年建市。